# Echilibru fragil (piesă de teatru)
Echilibru fragil este o piesă de teatru scrisă de Edward Albee și jucată pentru prima oară la Broadway.

## Vezi și
- Listă de piese de teatru americane